# John Marin

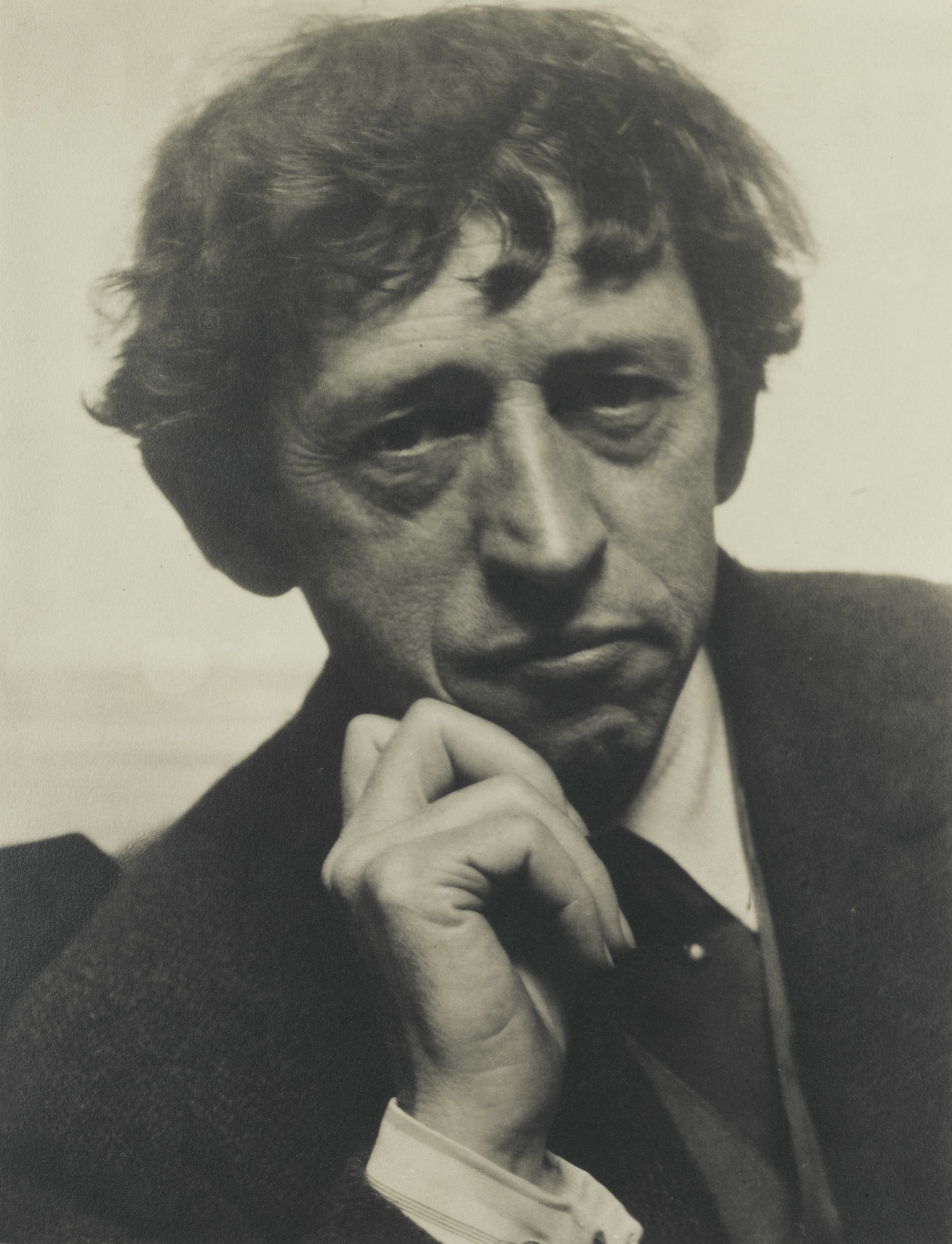
Alfred Stieglitz: John Marin (1922)

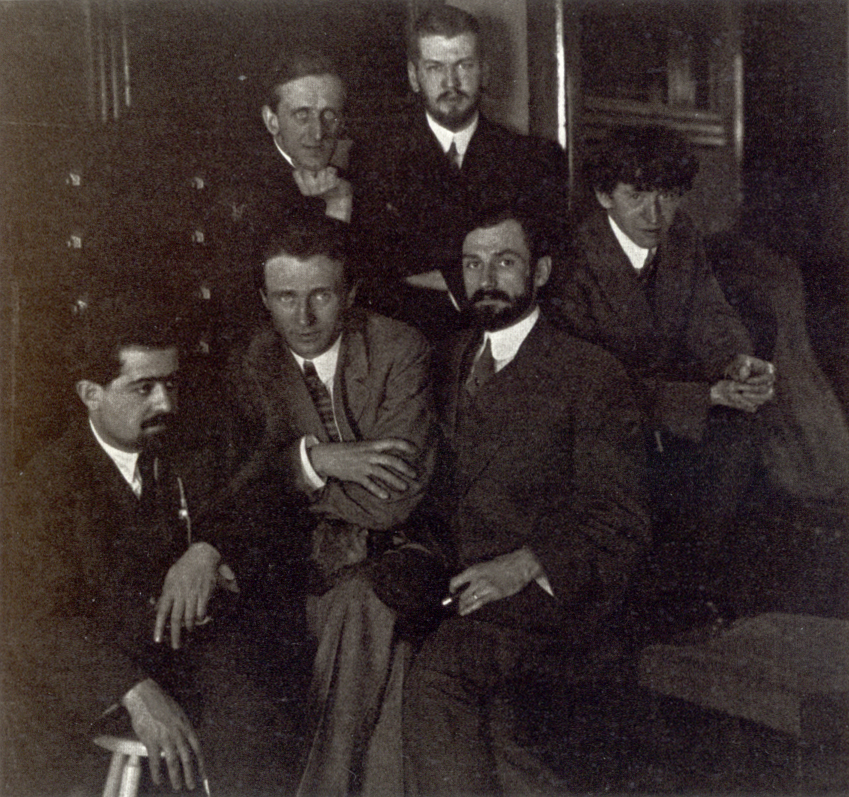
John Marin (rechts), Young American Artists of the Modern School, um 1911

John Marin (* 23. Dezember 1870 in Rutherford, New Jersey; † 2. Oktober 1953 in Addison, Maine) war ein US-amerikanischer Maler. Marin gilt als einer der ersten abstrakten amerikanischen Künstler, sein Hauptwerk bilden Aquarelle.

## Leben und Werk
Marin, dessen Mutter kurz nach seiner Geburt verstarb, wurde von seinen Tanten erzogen und wuchs in Weehawken (New Jersey) auf. Er besuchte für ein Jahr das Stevens Institute of Technology, ehe er von 1899 bis 1901 an der Pennsylvania Academy of the Fine Arts und später an der Art Students League of New York studierte. In jungen Jahren hatte er häufig wechselnde Jobs, seine Idee, als Architekt zu arbeiten gab er schließlich auf und widmete sich fortan der Malerei. Er gehörte zu den ersten amerikanischen Künstlern, die sich mit der Abstrakten Malerei beschäftigten. Nach einigen Wochen an der Art Students League in New York im Jahre 1905 ging er nach Paris, wo er den Photographen Edward Steichen traf, der seine Werke an Alfred Stieglitz vermittelte. 1909 stellte Marin zusammen mit Alfred Henry Maurer in Stieglitz’ Galerie 291 aus, 1913 folgte dort eine Einzelausstellung; im selben Jahr nahm Marin außerdem an der Armory Show teil. 1936 folgte eine weitere beachtete Ausstellung im Museum of Modern Art, wo sich auch heute noch Werke befinden. Weitere Werke sind in über 50 Museen allein in den Vereinigten Staaten wie u. a. dem Metropolitan Museum of Art oder der National Gallery of Art zu finden.
John Marin war als Künstler sehr angesehen. Henry Miller widmete ihm und seiner Verbindung zu Stieglitz im 1945 erschienenen Buch Der klimatisierte Alptraum ein ganzes Kapitel. 1950 bekam Marin als Auszeichnung für sein Wirken von der University of Maine und der Yale University den Doctor of Fine Arts ehrenhalber verliehen. Der Filmemacher Michael Maglaras veröffentlichte im Dezember 2009 die Dokumentation John Marin: Let the Paint be Paint!.

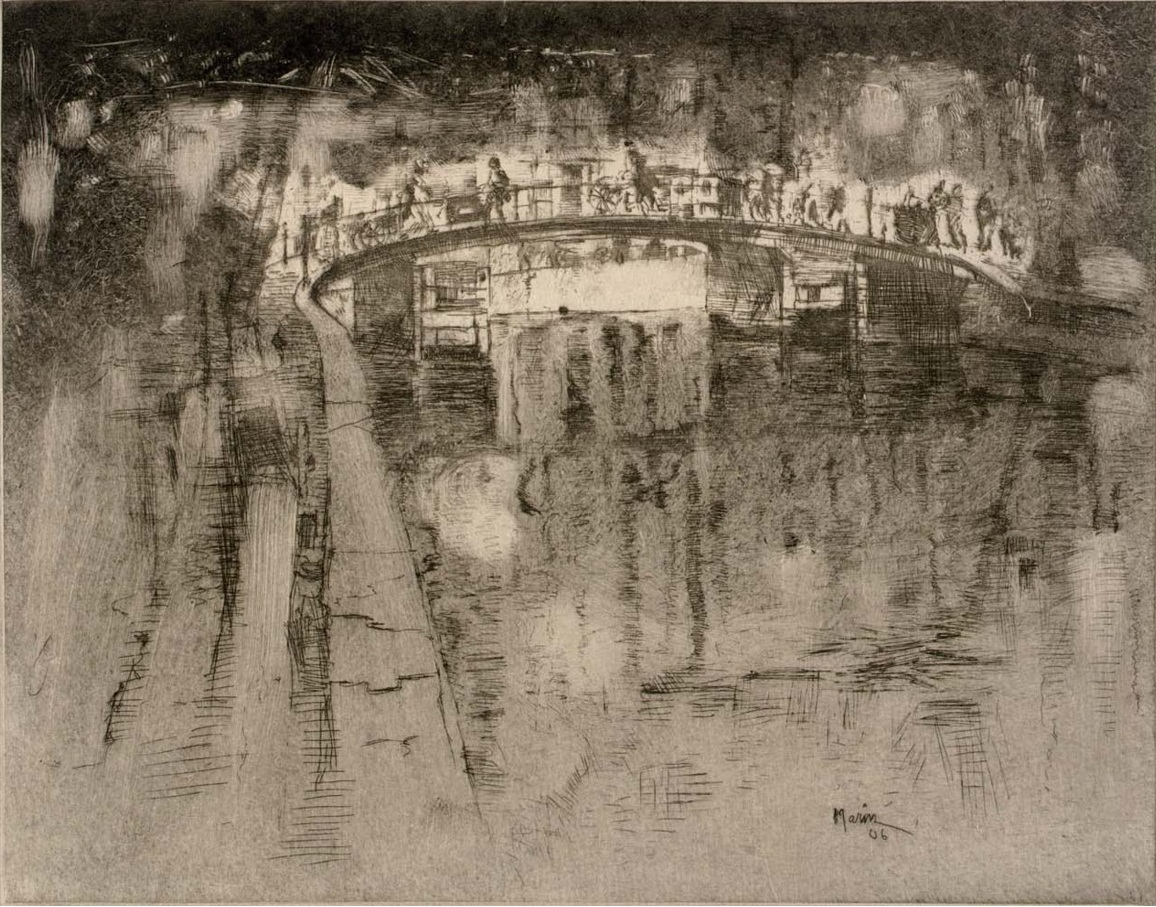
Bridge over canal, 1906
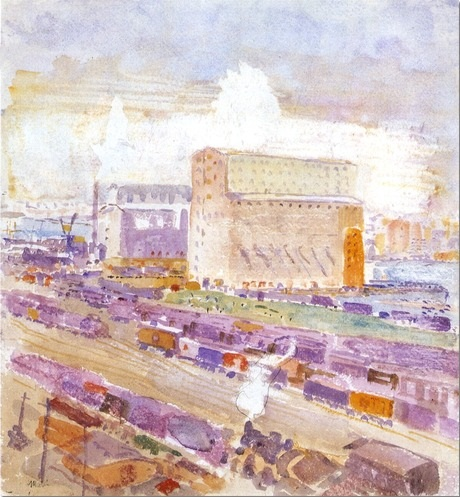
Weehawken railroad yards, grain elevators, 1910
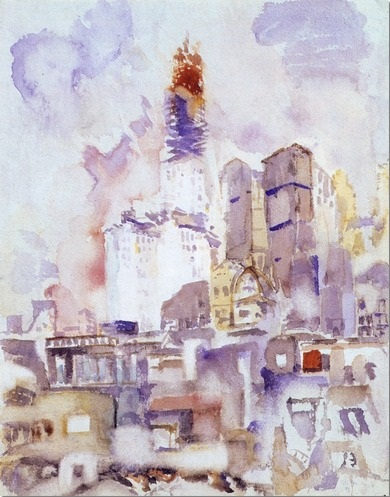
New York City, Woolworth Bridge under construction, 1911
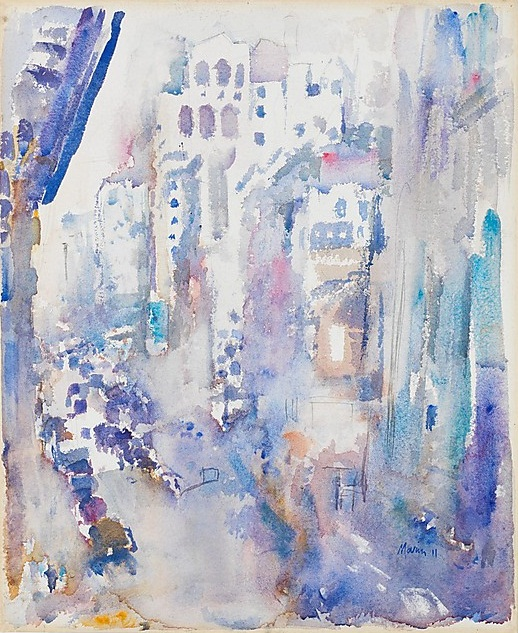
New York City from the window of 29 looking down Fifth Avenue, 1911
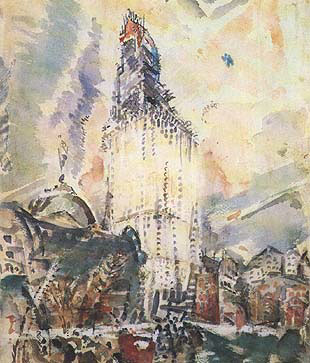
Woolworth building, N° 28, 1912
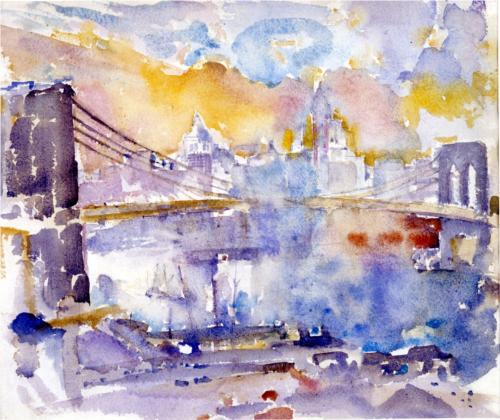
Brooklyn Bridge, 1912
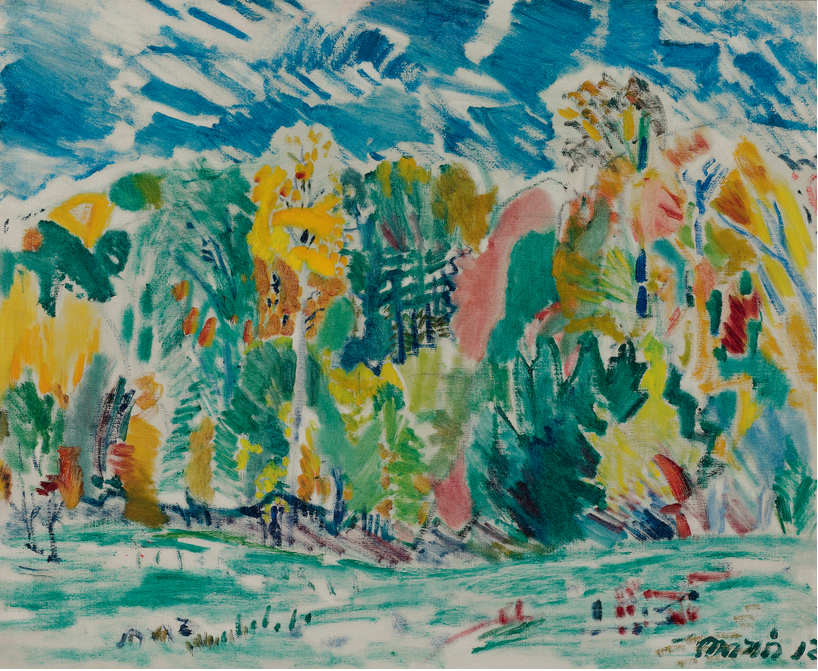
Castorland, New York, 1913
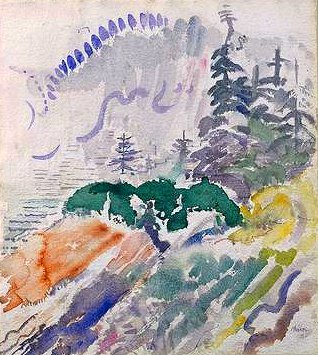
Island, 1914
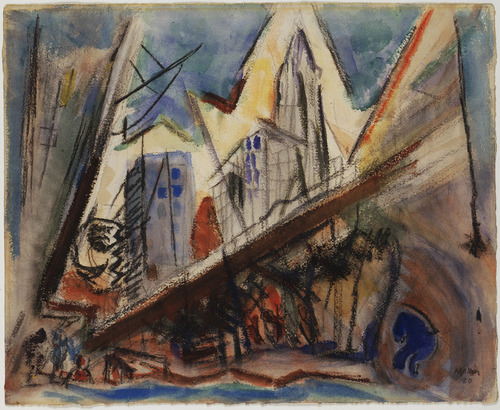
Lower Manhattan, 1920
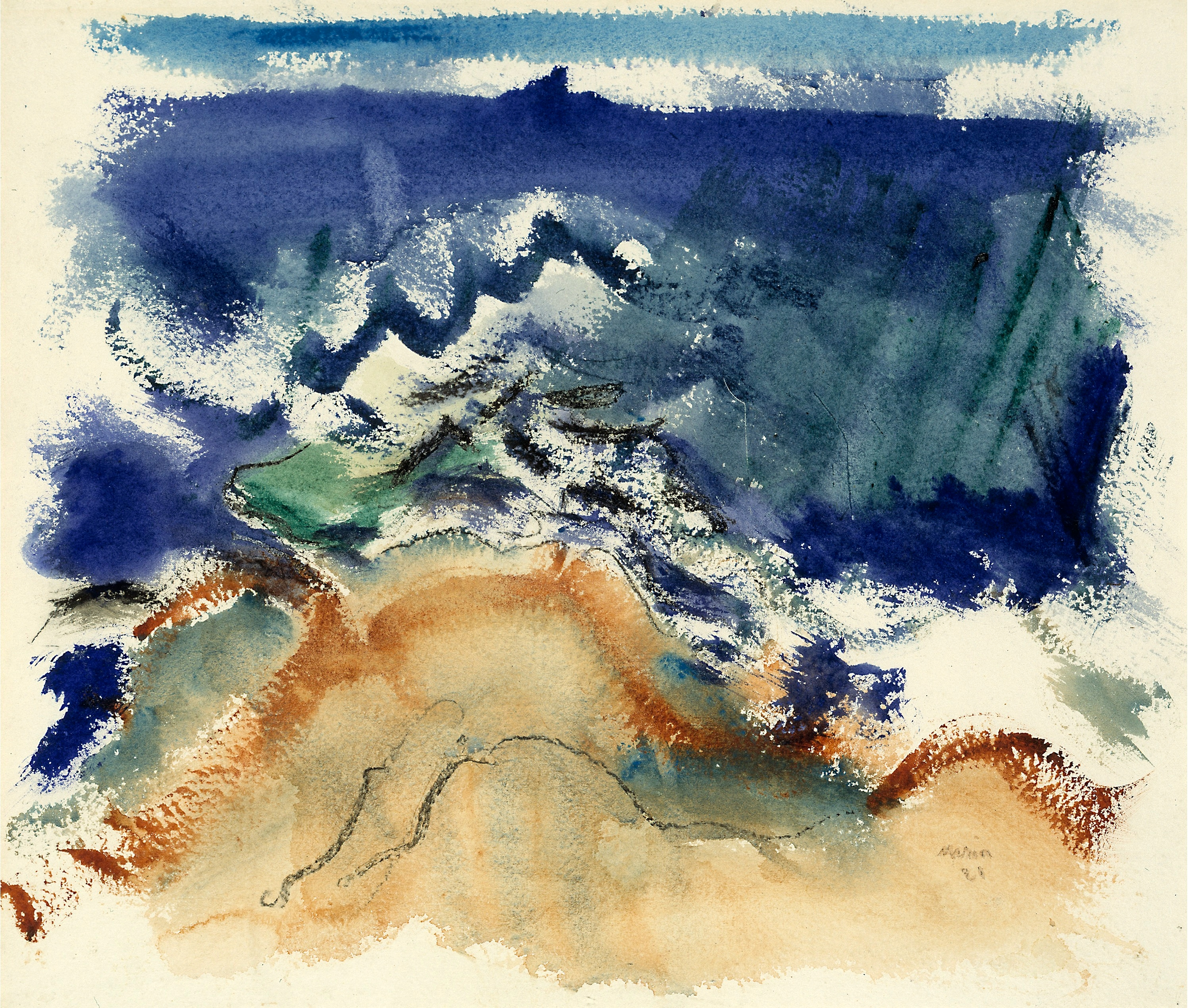
The Sea, Maine, 1921
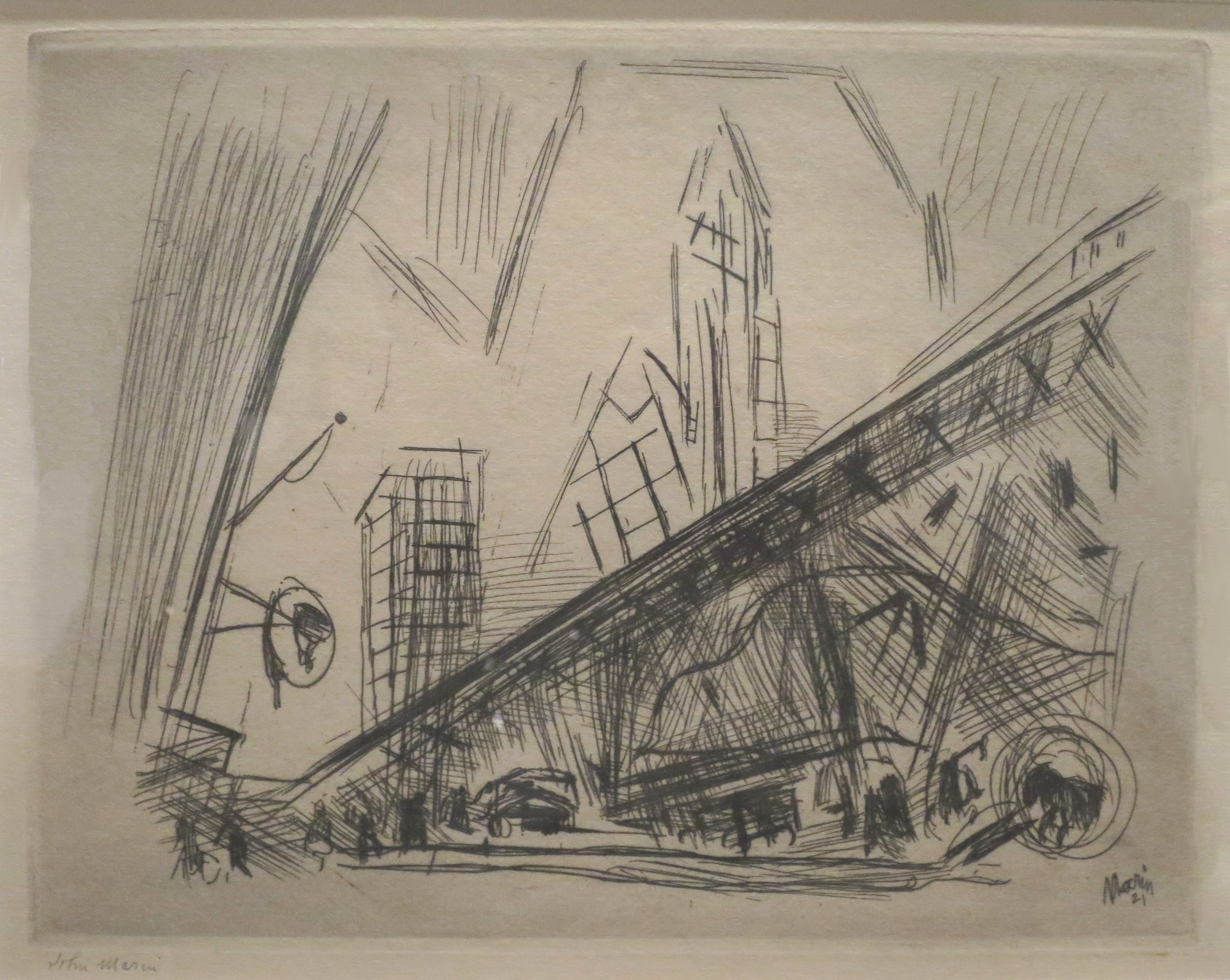
Downtown, 1921
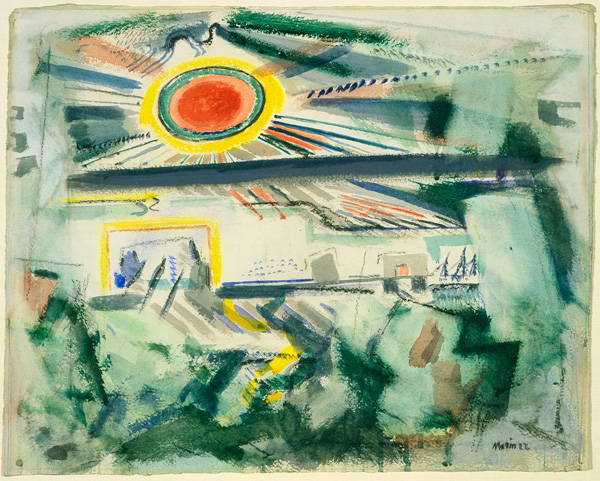
Sunset, 1922
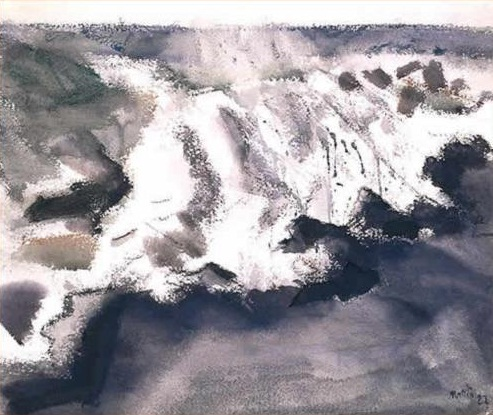
Off York Island, 1922

## Mitgliedschaften
1942 wurde Marin in die American Academy of Arts and Letters und 1948 in die American Academy of Arts and Sciences gewählt.